# Ан Мари Риос
Ан Мари Риос (на английски: Ann Marie Rios) е артистичен псевдоним на американската порнографска актриса от костарикански произход Сара Мари Томас (Sarah Marie Thomas), родена на 5 септември 1981 г. в град Санта Кларита, щата Калифорния, САЩ.
Учи в актьорската академия Ван Мар в Холивуд. Работи като лицензиран агент по недвижими имоти.
През месец април 2001 г., на 19-годишна възраст, започва кариерата си в порнографската индустрия. Снима се в продукции на компании като „Вивид ентъртеймънт“, „Хъслър“, „Адам и Ева“, „Ню Сенсейшънс“, „Метро“ и др. През 2003 г. се снима в музикалния видеоклип на песента „Ooh Wee“ на Марк Ронсън, Нейт Дог и Гостфейс Кила. Година по-късно прави своя режисьорски дебют в индустрията за възрастни с филма „Babes Illustrated 14“. През юли 2009 г. тя е избрана за президент на порнографската продуцентска компания Еротик ентъртеймънт.
Водеща е на радио шоу, излъчвано по радио „KSEX“ и по радио „Плейбой“, както и на телевизионни шоу програми, излъчвани по телевизиите „Спайс“ и „Плейбой ТВ“, а също така пише и статии в няколко уебсайта.
Риос е една от 15-те порноактриси участващи във видеоклипа на песента „YouPorn“ (2012) на рапъра Брайън Макнайт.

## Награди и номинации
Носителка на награди
- 2004: AVN награда за най-добра групова секс сцена (филм).[10][11]

Номинации
- 2004: Номинация за AVN награда най-добра актриса (видео).[11]
- 2004: Номинация за AVN награда за най-добра секс сцена само с момичета (видео).[11]
- 2009: Номинация за XRCO награда за най-добро завръщане.[11]
- 2009: Номинация за AVN награда за невъзпята звезда на годината.[12]
- 2009: Номинация за AVN награда за най-добро закачливо изпълнение.[11]
- 2009: Номинация за AVN награда за най-добра орална секс сцена.[11]
- 2010: Номинация за AVN награда за жена изпълнител на годината.[11][13]
- 2010: Номинация за AVN награда за най-добра POV секс сцена.[11]
- 2011: Номинация за AVN награда за най-добра групова секс сцена само с момичета.[11]
- 2011: Номинация за AVN награда за най-добра жестока секс сцена.[11]
- 2011: Номинация за XBIZ награда за актьорско изпълнение на годината.[14]
- 2012: Номинация за AVN награда — най-добра поддържаща актриса.[11]
- 2012: Номинация за AVN награда за най-добра секс сцена (момиче-момиче).[11]
- 2012: Номинация за AVN награда — най-добра групова секс сцена само с момичета.[11]
- 2012: Номинация за AVN награда за най-добра жестока секс сцена.[11]
- 2012: Номинация за Exotic Dancer награда — Мис Exotic Dancer.com.[15]
- 2012: Номинация за NightMoves награда за най-добра латино изпълнителка.[16]